# Lilly Kühnel
Lilly Kühnel (* 25. April 1953 in Friedland) ist eine ehemalige Landtagsabgeordnete (SPD). Sie gehörte dem Landtag von Mecklenburg-Vorpommern von 2002 bis 2006 an.

## Biografie
Lilly Kühnel erwarb einen Abschluss als Dipl.-Agr.-Ing.-Ökonomin.

## Politik
Kühnel war in der DDR Mitglied der SED bis Ende 1989, dem Zeitpunkt der Transformation der Staatspartei in die SED-PDS. Danach war sie parteilos. Im September 2002 trat sie der SPD bei.
In demselben Monat erhielt Kühnel bei der Landtagswahl in Mecklenburg-Vorpommern 2002 ein Mandat über die Landesliste der SPD. Sie war agrarpolitische Sprecherin ihrer Fraktion. Bei der Landtagswahl 2006 trat sie als Direktkandidatin im Wahlkreis 24 Nordvorpommern II an, unterlag aber dem CDU-Mitbewerber Harry Glawe deutlich.